# 维拉尔圣克里斯托夫
维拉尔-圣克里斯托夫（法語：Villard-Saint-Christophe，法語發音：[vilaʁ sɛ̃ kʁistɔf]）是法国伊泽尔省的一个市镇，属于格勒诺布尔区。

## 地理
维拉尔-圣克里斯托夫（44°58'44"N, 5°48'21"E）面积14.22 平方千米，位于法国奥弗涅-罗讷-阿尔卑斯大区伊泽尔省，该省份为法国东南部内陆省份，北起顺时针与安省、萨瓦省、上阿尔卑斯省、德龙省、阿尔代什省、卢瓦尔省和罗讷省。
与维拉尔-圣克里斯托夫接壤的市镇（或旧市镇、城区）包括：绍隆日、拉瓦尔当斯、拉莫尔特、皮埃尔沙泰勒、圣奥诺雷、圣泰奥夫雷。
维拉尔-圣克里斯托夫的时区为UTC+01:00、UTC+02:00（夏令时）。

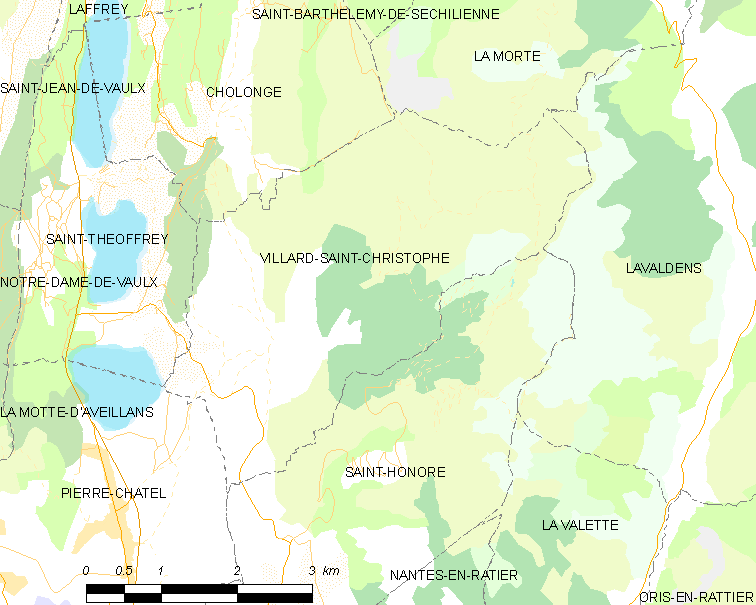
维拉尔-圣克里斯托夫的OSM定位图

## 行政
维拉尔-圣克里斯托夫的邮政编码为38119，INSEE市镇编码为38552。

## 政治
维拉尔-圣克里斯托夫所属的省级选区为马泰西讷-特列沃县。

## 人口

1962-2008年间维拉尔-圣克里斯托夫人口变化图示

维拉尔-圣克里斯托夫于2022年1月1日时的人口数量为398人。